# تأملاتی بر انقلاب در فرانسه
تأملاتی بر انقلاب در فرانسه (به انگلیسی: Reflections on the Revolution in France) جزوه‌ای سیاسی است که توسط دولت‌مرد بریتانیایی ادموند برک نوشته شده و در نوامبر 1790 منتشر شده‌است. این اثر تضاد میان انقلاب فرانسه در آن زمان، با قانون اساسی نانوشته بریتانیا و بحث با حامیان بریتانیایی این انقلاب و مفسران رویدادهای فرانسه است. و یکی از شناخته‌شده‌ترین حملات فکری علیه انقلاب فرانسه، بازتاب‌های یک خط مشخص از محافظه‌کاری مدرن، و همچنین سهم مهمی در نظریه بین‌المللی است. گزیده ادبیات انگلیسی نورتون، این اثر را به‌عنوان «فصیح‌ترین بیانیه محافظه‌کاری بریتانیا در حمایت از سلطنت، اشرافیت، مالکیت، جانشینی ارثی، و خرد اعصار» توصیف می‌کند. مهم‌تر از همه، این اثر یکی از تلاش‌های تعیین‌کننده تبدیل ادموند برک از «سنت‌گرایی به یک فلسفه سیاسی محافظه‌کاری خودآگاه و کاملاً درک‌شده» بوده‌است.
طبقه‌بندی این جزوه آسان نبوده‌است. قبل از این‌که این اثر را به‌عنوان یک جزوه ببیند، برک آن را به‌شکل نامه نوشت و انتظارات باز بودن و گزینش‌پذیری را که لایه‌ای از معنا را اضافه می‌کرد، می‌نوشت. دانشگاهیان در تشخیص این‌که آیا برک یا رساله‌اش را می‌توان به بهترین شکل به‌عنوان «واقع‌گرا یا آرمان‌گرا، عقل‌گرا یا انقلابی» فهمید، مشکل داشتند. تأملات به لطف دقت، مهارت بلاغی و قدرت ادبی آن، به یکی از شناخته‌شده‌ترین نوشته‌های برک و متنی کلاسیک در نظریه سیاسی تبدیل شده‌است. در قرن بیستم، تعدادی از روشن‌فکران محافظه‌کار را تحت تأثیر قرار داد که استدلال‌های ویگ برک را به‌عنوان نقدی بر برنامه‌های بلشویکی بازخوانی کردند.

## زمینه
برک در مجلس عوام بریتانیا به نمایندگی از حزب ویگ در اتحاد نزدیک با لرد راکینگهام سیاست‌مدار لیبرال خدمت کرد. در کارنامه سیاسی برک، او شدیداً از محدودیت‌های قانون اساسی و اقتدار ولی‌عهد دفاع کرد، آزار و اذیت مذهبی کاتولیک‌ها در زادگاهش ایرلند را محکوم کرد، نارضایتی مستعمره‌های آمریکایی بریتانیا را ابراز کرد، از استقلال آمریکا حمایت کرد و به‌شدت استیضاح وارن هستینگز، نایب‌السلطنه هند بریتانیا را به‌دلیل فساد و سوءاستفاده از قدرت پی‌گیری کرد. به‌دلیل این اقدامات، برک مورد احترام لیبرال‌ها در بریتانیای کبیر، ایالات متحده و قاره اروپا بود. برک در اوایل زندگی حرفه‌ای خود از بسیاری از اهداف لیبرال دفاع کرده بود و برای استقلال در کنار آمریکایی‌ها قرار گرفت؛ بنابراین، مخالفان و متحدان به‌طور یکسان از قدرت اعتقاد او مبنی بر این‌که انقلاب فرانسه «یک فاجعه» است و انقلابیون شگفت‌زده شدند.
اندکی پس از سقوط باستیل در سال ۱۷۸۹، شارل ژان فرانسوا دپونت اشراف فرانسوی برداشت خود را از انقلاب پرسید و برک با دو نامه پاسخ داد. نامه طولانی‌تر و دوم که پس از خواندن سخن‌رانی ریچارد پرایس به‌نام «گفتمانی دربارهٔ عشق کشورمان» در ژانویه ۱۷۹۰ تهیه شد، به «تأملاتی بر انقلاب در فرانسه» تبدیل شد. این اثر که در نوامبر ۱۷۹۰ منتشر شد، بلافاصله پرفروش شد؛ سیزده هزار نسخه در پنج هفته اول خریداری شد و تا سپتامبر بعد، یازده نسخه را پشت سر گذاشت. به گفته استفان گرینبلات در گزیده ادبیات انگلیسی نورتون، «بخشی از جذابیت آن برای خوانندگان معاصر در روایت‌های بسیار مستحکم از رفتار خشونت‌آمیز اوباش با پادشاه و ملکه فرانسه (که در زمان نوشتن برک در پاریس زندانی بودند) است…)» پادشاه و ملکه فرانسه سه سال بعد به ترتیب در ژانویه و اکتبر ۱۷۹۳ اعدام شدند.
برک نوشت که او تفکر انتزاعی را دوست ندارد، آزادی و برابری متفاوت هستند، که برابری واقعی باید توسط خدا مورد قضاوت قرار گیرد و این‌که آزادی ساختاری از قانون است و هیچ بهانه‌ای برای انجام هر کاری که دوست داریم نیست. او با تغییرات رادیکال موافق نبود و معتقد بود که انقلابیون با مشکلات بیش‌تری مواجه خواهند شد. به عقیده او، انقلابیون نمی‌دانستند که «هیچ حقوقی بدون وظایف مربوطه یا بدون برخی شرایط سخت وجود ندارد».
با نگاه او به آنچه معتقد بود برای انقلابیون اتفاق خواهد افتاد، می‌توان فهمید که چرا برک تغییر را دوست ندارد. برک بر این باور بود که افرادی مانند انقلابیون نمی‌توانند قدرت را اداره کنند. برک گفت: «وقتی مردان نقش خدا را بازی می‌کنند، اما مانند شیطان رفتار می‌کنند».

## استدلال‌ها
در تأملات، برک استدلال کرد که انقلاب فرانسه به‌طرز فاجعه‌آمیزی پایان خواهد یافت، زیرا پایه‌های انتزاعی آن که ظاهراً عقلانی است، پیچیدگی‌های طبیعت و جامعه انسانی را نادیده می‌گیرند. علاوه بر این، او به جای متافیزیک، روی عملی بودن راه حل‌ها تمرکز کرد و نوشت: «بحث دربارهٔ حق انتزاعی فرد برای داشتن غذا یا دارو چه فایده‌ای دارد؟ سؤال در مورد روش تهیه و اداره آن‌ها است. در این بحث، من همیشه توصیه می‌کنم که به‌جای استاد متافیزیک، از کشاورز و پزشک کمک بگیرید.» او به پیروی از سنت‌آگوستین و سیسرون، به حکومت مبتنی بر «قلب انسانی» اعتقاد داشت. با وجود این، او با الهام از نوشته‌های روشن‌فکرانی مانند دیوید هیوم، ادوارد گیبون، ژان ژاک روسو، ولتر و آن روبر ژاک تورگو که به نظم اخلاقی الهی و گناه نخستین اعتقاد نداشتند، تحقیر و از روشن‌گری می‌ترسید. برک گفت که جامعه باید مانند یک موجود زنده اداره شود و مردم و جامعه بی‌حد و حصر پیچیده هستند. این، او را با ادعای توماس هابز در تضاد می‌کشاند، که سیاست ممکن است به یک دستگاه صوری شبیه به ریاضیات قابل تقلیل باشد.
به عنوان یک ویگ، برک صراحتاً اعتقاد به حق الهی پادشاهان و این ایده را که مردم حق ندارند حکومتی سرکوب‌گر را سرنگون کنند، رد کرد. با این حال، او از نقش‌های مرکزی برای مالکیت خصوصی، سنت و تعصب (یعنی پای‌بندی به ارزش‌ها بدون در نظر گرفتن مبنای عقلانی آن‌ها) حمایت می‌کرد، تا شهروندان را در نظم اجتماعی ملت خود سهیم کند. او از اصلاحات تدریجی قانون اساسی و نه انقلاب بحث کرد و تأکید کرد که دکترین سیاسی مبتنی بر انتزاع‌هایی مانند آزادی و حقوق بشر می‌تواند به‌راحتی برای توجیه استبداد مورد سوءاستفاده قرار گیرد. او حقوق موروثی را که در انگلستان از مگنا کارتا تا اعلامیه حقوق ۱۶۸۹ به رسمیت شناخته شد، استمراری می‌دید. در مقابل اعتقاد داشت، اجرای حقوق انتزاعی سوداگرانه ممکن است متزلزل شود و بر اساس جریان‌های سیاسی دست‌خوش تغییر شود. او خواستار تصویب قانون اساسی حقوق و آزادی‌های مشخص برای محافظت در برابر ظلم دولتی شد.
برک در عبارت «[تعصب] فضیلت مرد را به عادت تبدیل می‌کند»، از تعصب غیرمنطقی، اما تعلیم‌نشده مردم دفاع می‌کند (هر چه بیش‌تر برایشان اقتضا می‌کرد، بیش‌تر آن را گرامی می‌داشتند). از آن‌جایی که تخمین اخلاقی یک فرد محدود است، مردم بهتر است از «بانک و سرمایه عمومی ملل و اعصار» استفاده کنند تا از عقل خود.
برک پیش‌بینی کرد که بی‌نظمی هم‌زمان انقلاب، ارتش را «شورشی و پر از جناح» می‌سازد و سپس یک «ژنرال مردمی» که فرماندهی وفاداری سربازان را برعهده دارد، «ارباب مجلس شما، ارباب کل جمهوری شما» خواهد شد. ناپلئون اگرچه ممکن است به ژیلبر دو موتیه، مارکی دو لافایت فکر می‌کرده‌است، اما این پیش‌گویی را در کودتای ۱۸ برومر، دو سال پس از مرگ برک، محقق کرد.
اکثر نمایندگان مجلس عوام با برک موافق نبودند و محبوبیت او کاهش یافت. با تقسیم انقلاب فرانسه به دو دسته، حزب ویگ نیز به دو دسته تقسیم شد، یعنی حزب ویگ جدید و حزب ویگ قدیمی. به‌عنوان بنیان‌گذار ویگ‌های قدیمی، برک همیشه از این فرصت استفاده می‌کرد تا با ویگ‌های جدید در مورد ژاکوبنیسم فرانسوی وارد بحث شود.
پس از تلاش برای کاهش کنترل اقلیت پروتستان بر دولت ایرلند، او با حقوق بازنشستگی عالی از مجلس عوام خارج شد. او بعدتر کودکان فرانسوی و ایرلندی را به فرزندی پذیرفت و معتقد بود که نجات آن‌ها توسط خودش از ظلم و ستم دولتی بهتر است. قبل از مرگ، او به خانواده‌اش دستور داد که او را مخفیانه دفن کنند، زیرا معتقد بود در صورت غلبه ژاکوبن‌ها در انگلیس، جسد او هدف سیاسی برای هتک حرمت خواهد بود.

## نفوذ فکری
تأملاتی بر انقلاب در فرانسه زمانی که در سال ۱۷۹۰ منتشر شد بسیار خوانده شد، اگرچه همه بریتانیایی‌ها رفتار مهربان برک با دشمن تاریخی خود یا خانواده سلطنتی آن را تأیید نکردند. دشمنان انگلیسی او حدس می‌زدند که او یا از نظر روانی دچار عدم تعادل شده‌است یا یک کاتولیک مخفی بوده که از سیاست‌های ضدروحانی دولت دمکراتیک فرانسه و مصادره زمین‌های کلیسا خشمگین شده بود. انتشار این اثر واکنش سریعی را به دنبال داشت، ابتدا با «دفاع از حقوق مردان» (۱۷۹۰) توسط مری ولستون کرافت و سپس با «حقوق انسان» (۱۷۹۱) توسط توماس پین. با این وجود، کار برک نزد شاه جورج سوم و فیلسوف ساوایی، ژوزف دو مستر، محبوب شد.
از لحاظ تاریخی، تأملاتی بر انقلاب در فرانسه، زمانی که برخی از پیش‌بینی‌های برک اتفاق افتاد، به‌عنوان بنیان‌گذار کار فلسفی محافظه‌کاری تبدیل شد، یعنی زمانی که حکومت وحشت در جمهوری جدید فرانسه هزاران نفر که عناصر ضدانقلاب جامعه نامیده می‌شدند (از جمله بسیاری از راهبه‌ها و روحانیون)، را از سال ۱۷۹۳ تا ۱۷۹۴ اعدام کرد تا به این ترتیب پاک‌سازی انجام شود. این به‌نوبه خود منجر به واکنش سیاسی دولت ناپلئون بناپارت شد که به نظر برخی یک دیکتاتوری نظامی بود. برک ظهور یک دیکتاتوری نظامی را پیش‌بینی کرده بود که حکومت انقلابی به‌جای حمایت از حقوق مردم، فاسد و خشونت‌آمیز خواهد بود.
در قرن نوزدهم، ایپولیت تن، مورخ پوزیتیویست فرانسوی، استدلال‌های برک را در کتاب خاستگاه‌های فرانسه معاصر (۱۸۷۶–۱۸۸۵) تکرار کرد، یعنی تمرکز قدرت، تقصیر اساسی سیستم حکومت انقلابی فرانسه است؛ که کنترل دموکراتیک را ترویج نمی‌کند. و این‌که انقلاب قدرت را از اشراف برگزیده الهی به نخبگان «روشنفکر» بی‌قلب‌تر و بی‌کفایت‌تر و مستبدتر از اشراف منتقل کرد.
در قرن بیستم، محافظه‌کاران غربی، تأملات ضدانقلابی برک را برای انقلاب‌های مردمی به‌کار بردند، بنابراین ارزش سیاسی نمادین برک را برای محافظه‌کاران تثبیت کردند. برای مثال، فردریش هایک، اقتصاددان برجسته اتریشی، به بدهی فکری‌ای که به برک داشت، اذعان داشت. کریستوفر هیچنز نوشت که «قدرت فوق‌العاده تأملاتی بر انقلاب در فرانسه در این است که «نخستین استدلال جدی ذباره این گفته‌است که انقلاب‌ها فرزندان خود را می‌بلعند و به مخالفان خود تبدیل می‌شوند».
مورخان استدلال‌های برک را با تاریخ واقعی رویدادها ناسازگار می‌دانند. آلفرد کوبان علی‌رغم این‌که معتبرترین مورخ محافظه‌کار رویدادها بود، تصدیق کرد که جزوه برک تا آن‌جا که «به علل انقلاب می‌پردازد [...] نه تنها ناکافی، بلکه گمراه‌کننده هستند». کابن خاطرنشان می‌کند که برک از آمریکا، ایرلند و هند بسیار آگاه بود، اما در مورد انقلاب فرانسه بر اطلاعات ضعیف و منابع ضعیف تکیه کرد و در نتیجه تز او با واقعیت زمینی فرانسه در آغاز انقلاب منسجم نمی‌شود. انقلاب، که در آن وضعیت واقعاً آن‌قدر وخیم بود که نهادهای موجود را فراگرفت. کبان نتیجه می‌گیرد: «به‌عنوان ادبیات، به‌عنوان نظریه سیاسی، و به‌عنوان هر چیزی جز تاریخ، بازتاب او باشکوه است.»
تأملاتی بر انقلاب در فرانسه، در سال ۲۰۲۰، در چین ممنوع شد.

## ترجمه
این کتاب به‌همت سهیل صفاری ترجمه شده و نشر نگاه معاصر آن را منتشر کرده است.

## یادداشت
1. ↑  عنوان کامل: «تأملاتی در مورد انقلاب در فرانسه، و در مورد اقدامات در برخی جوامع در لندن نسبت به آن رویداد. در نامه‌ای که برای آقایی در پاریس فرستاده شده‌است».
2. ↑  ویگیسم یک فلسفه سیاسی است که از جناح پارلمانی در جنگ‌های سه پادشاهی (۱۶۳۹–۱۶۵۱) رشد کرد. مواضع سیاسی کلیدی ویگ‌ها برتری پارلمان (در مقابل پادشاه)، مدارا با مخالفان پروتستان و مخالفت با یک «پاپیست» (کاتولیک رومی) بر تاج و تخت، به‌ویژه جیمز دوم یا یکی از نوادگان او بود. این با لیبرالیسم محافظه کار اولیه همراه است.